# Campeonato Mundial de Ciclismo en Pista de 2029
El CXXVI Campeonato Mundial de Ciclismo en Pista se celebrará en Abu Dabi (Emiratos Árabes Unidos) en el año 2029 bajo la organización de la Unión Ciclista Internacional (UCI) y la Federación de Ciclismolos de los Emiratos Árabes Unidos.